# Ladó Lajos
Ladó Lajos (Lövéte, 1907. március 4. – Kolozsvár, 1964. március 4.). Alkalmi munkás, autodidakta író és szerkesztő.

## Életútja
Szülőfalujában végzett hat elemi osztályt, utána alkalmi munkás. Kicsi erdőőr feljegyzései című emlékező írását Tamási Áron ajánlotta be az Erdélyi Helikonba (1931/4), s az mintául szolgált az író Ábel-regényhősének képéhez. Székely Alkalmazottak Lapja cím alatt időszaki újságot alapított és szerkesztett Kolozsvárt (1934–36) az idegenben kallódó székely munkavállalók érdekében, s ennek egyes íróktól szerzett ismertető szócikkeiből Székely nagyjaink c. lexikonszerű kézikönyvet állított össze 24 székely irodalmi és történelmi személyiség bemutatására.

## További irodalom
- Tamási Áron: Ajánlom Ladó Lajost. Erdélyi Helikon, 1931/4; újraközölve Tiszta beszéd. 1981. 107-08.
- Dsida Jenő: Ki lopott? Avagy Szép Ernő a Hargitán. Erdélyi Lapok, 1933. április 5; újraközölve Séta egy csodálatos szigeten. 1992. 73-78. és 492-93.